# Melanie Bush
Melanie Bush ou simplement Mel est un personnage de fiction joué par Bonnie Langford dans la série de science-fiction Doctor Who. Créé par le producteur John Nathan-Turner et le scénariste Eric Saward, c'est une programmeuse informatique du XXe siècle. Melanie est l'assistante du 6° Docteur (Colin Baker) et du 7° Docteur (Sylvester McCoy). Mel est apparu dans 6 épisodes de 20 parties.

## Le personnage dans l'univers de Doctor Who
Mel apparaît pour la première fois dans l'épisode « Terror of the Vervoids » en tant qu'assistante future du sixième Docteur (joué par Colin Baker). En effet, les Seigneurs du temps jugent le Docteur afin de savoir s'il doit mourir ou non et le Docteur décide de leur montrer un exemple tiré de son futur dans lequel il va voyager avec Mel et combattre les Vervoids. Alors que le procès tourne mal durant l'épisode « The Ultimate Foe » le Maître va amener la Mel vivant à ce point du temps et Sabalom Glitz afin que ceux-ci puissent contrer le plan du Valeyard. On suppose que le docteur a ramené Mel à son époque à la fin de l'épisode.
Lorsque l'épisode « Time and the Rani » débute, Mel et le Docteur voyagent ensemble depuis un point indéterminé se situant après les aventures décrites dans « Terror of the Vervoids. » La Rani attaque le TARDIS et Mel assiste inconsciente à la régénération du Docteur vers sa septième incarnation (jouée par Sylvester McCoy).
Elle assiste le 7e Docteur pendant 4 épisodes et à la fin de l'épisode « Dragonfire » Mel décide d'accompagner Sabalom Glitz, qu'elle avait déjà rencontré lors du procès du Docteur et décide de voyager avec lui afin de l'assagir. Elle laisse Ace qu'elle avait rencontré dans l'épisode prendre sa place auprès du Docteur.
À la télévision, on a revu le personnage dans l'épisode spécial du trentième anniversaire de la série, Dimensions in Time. Celui-ci est réapparue dans plusieurs livres, bande-dessinées et pièces audiophoniques tirées de la série. Selon eux, celle-ci serait en couple avec Sabalom Glitz.
Lors du mini-épisode 24 Carat (2021), plusieurs investisseurs lui rendent visite pour lui proposer des projets commerciaux, lors qu'un vieil ami mystérieux revient... Mel commence progressivement à réaliser qui est le personnage mystérieux avec une cape, et il jette cette dernière dynamiquement sur le côté pour confirmer ses soupçons. Il s'agit du Septième Docteur qui est revenu rendre visite à Mel après de nombreuses années d'intervalle. Il offre à Mel un « enregistrement holographique en six dimensions » de leurs aventures ensemble, lui et Mel s'envolant ensuite ensemble dans le TARDIS pour regarder l'une d'entre elles.
Dans l'épisode Le Pouvoir du Docteur, elle apparaît aux côtés d'anciens compagnons tels que Ian Chesterton, Jo Grant, Graham O'Brien, Yasmin Khan, Dan Lewis, Ace, Tegan Jovanka et Kate Stewart. Elle fait partie du comité des anciens compagnons du Docteur.
Elle apparaît en 2023 dans le troisième épisode spécial du 60eme anniversaire de la serie Le Fabricant de jouets en tant que membre de l'UNIT.
Elle explique rapidement son histoire après avoir quitté le docteur : la mort de Sabalom Glitz et comment elle est rentrée sur la Terre
Son personnage de Mel Bush reviendra en 2024 au cours des Saison 1 et Saison 2 aux côtés du 15e Docteur qui sera joué par Ncuti Gatwa et de sa compagne Ruby Sunday jouée par Millie Gibson.

## Caractérisation du personnage
Le personnage fut créé par producteur de la série, John Nathan-Turner et le scénariste Eric Saward ils se sont inspirés de l'actrice Jane Fonda ils décident d'en faire une fan des régimes et des programmes de fitness.
Mel est une fille joyeuse voire guillerette puis se montre être une personne très optimiste et croit au meilleur de la nature humaine.
Programmeuse informatique, elle vient de Pease Pottage dans le Sussex de l'Ouest en Angleterre. Mel possède une mémoire eidétique et pousse souvent des cris stridents face au danger. Mel est passionnée par la santé et elle est végétarienne. Pendant ses voyages avec le Docteur elle a tenté de lui faire prendre un régime avec du jus de carotte et d'exercice pour le faire maigrir.
On ne voit pas la première rencontre entre Mel et le Docteur même si celle-ci est décrite dans d'autres romans ou lectures audiophoniques tirées de la série. L'idée à la base du producteur John Nathan-Turner et du scénariste Eric Saward était de présenter Mel en tant que compagne du "futur" afin de montrer ensuite la première rencontre entre le Docteur et celle-ci. Toutefois, après la vingt-troisième saison, le contrôleur de la BBC, Michael Grade décide de renvoyer Colin Baker. Afin de respecter la logique, il fut décidé de partir de l'idée que cette "première rencontre" s'est faite hors-saison dans un épisode non divulgué. Mel est le premier personnage et le seul de la première série qui a une relation temporelle non synchronisé avec le Docteur comme le personnage de River Song.

## Apparitions du personnage

### Épisodes TV deDoctor Who
- 1986 : Terror of the Vervoids
- 1986 : The Ultimate Foe
- 1987 : Time and the Rani
- 1987 : Paradise Towers
- 1987 : Delta and the Bannermen
- 1987 : Dragonfire
- 1993 : Dimensions in Time (non-canon)
- 2022 : Le Pouvoir du Docteur
- 2023 : Le Fabricant de Jouets
- 2024 : La Légende de Ruby Sunday
- 2024 : L'Empire de Mort
- 2025 : Le Monde du souhait
- 2025 : La Guerre de la réalité